# Bobby Rahal
Robert „Bobby“ Woodward Rahal (* 10. Juni 1953 in Medina, Ohio) ist ein  ehemaliger US-amerikanischer Automobilrennfahrer, heutiger Miteigentümer eines Teams in der IndyCar Series und Unternehmer.

## Karriere als Rennfahrer und Rennstalleigentümer

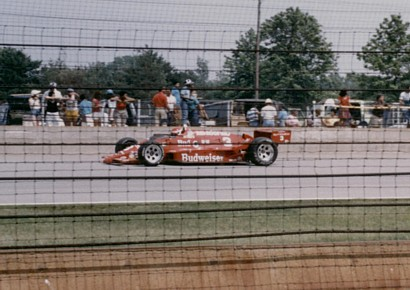
Rahal 1986 bei den Indianapolis 500

Rahal war in seiner Laufbahn als Rennfahrer dreimal Gesamtsieger der amerikanischen CART-Serie, gewann dort insgesamt 24 Rennen und bestritt 1978 zwei Rennen in der Formel 1 für Walter Wolf Racing. 1986 gewann er auf einem March-Cosworth die 500 Meilen von Indianapolis. Bei seinem Gesamtsieg in der Cart Serie 1992 war er der erste Fahrer, der zugleich Miteigentümer des das Fahrzeug einsetzenden Teams war. Rahal war Anfang der 2000er Jahre in der Formel 1 Teamchef bei Jaguar Racing. Derzeit ist er Miteigentümer des in der IndyCar Series antretenden Teams Rahal Letterman Racing.

## Unternehmer
Rahal betreibt heute außerdem den Kraftfahrzeugvertrieb Rahal Automotive Group. Sein Sohn, Graham Rahal, ist ebenfalls Rennfahrer.

## Statistik

### Le-Mans-Ergebnisse
| Jahr | Team                   | Fahrzeug      | Teamkollege         | Teamkollege  | Platzierung | Ausfallgrund       |
| ---- | ---------------------- | ------------- | ------------------- | ------------ | ----------- | ------------------ |
| 1980 | Dick Barbour Racing    | Porsche 935K3 | Bob Garretson       | Allan Moffat | Ausfall     | Ventilschaden      |
| 1982 | Garretson Developments | March 82G     | Skeeter McKitterick | Jim Trueman  | Ausfall     | Leck im Benzintank |

### Sebring-Ergebnisse
| Jahr | Team                                     | Fahrzeug        | Teamkollege  | Teamkollege         | Platzierung | Ausfallgrund |
| ---- | ---------------------------------------- | --------------- | ------------ | ------------------- | ----------- | ------------ |
| 1976 | Red Roof Inns Jim Trueman                | Chevrolet Monza | Jim Trueman  |                     | Ausfall     | Aufhängung   |
| 1980 | Dick Barbour Racing                      | Porsche 935K3   | Kees Nierop  | Bob Garretson       | Rang 7      |              |
| 1981 | Cooke Woods Racing Garretson Enterprises | Porsche 935K3   | Brian Redman | Bob Garretson       | Rang 17     |              |
| 1982 | Garretson Development                    | March 82G       | Jim Trueman  | Mauricio de Narváez | Rang 2      |              |
| 1987 | Bayside Disposal Racing                  | Porsche 962     | Jochen Mass  |                     | Gesamtsieg  |              |